# Модест (Стрельбицкий)
Архиепископ Модест (в мире Даниил Константинович Стрельбицкий; 17 (29) декабря 1823, село Зиновинцы, Литинский уезд, Подольская губерния — 13 (26) апреля 1902, Житомир) — епископ Православной Российской церкви, духовный писатель, магистр Киевской духовной академии, архиепископ Волынский и Житомирский, Почаево-Успенской лавры священно-архимандрит.

## Биография
Родился 17 (29) декабря 1823 года в селе Зиновинцы Литинского уезда Подольской губернии (ныне село Шевченка, в Литинском районе, Винницкой области, Украина).
Происходил из древнего шляхетского рода Стрельбицких, герба Сас, который известен с времён Галицко-Волынского княжества.
Отец и дед Даниила Стрельбицкого были греко-католическими священниками в Свято-Троицкой церкви села Зиновинцы. Дед — Николай Шайдевич, был священником Зиновинцев 35 лет, с 1796 по 1822 гг. и с 1835 по 1844 гг. Отец — Константин Стрельбицкий, служил в Зиновинцах с перерывом 22 года, сначала как греко-католик, с 1822 года по 1835 года и с 1844 по 1853 год, а потом принял монашество с именем Карп остаток жизни провёл в Свято-Успенской Почаевской лавре.
В 1828 году в возрасте пяти лет утром на новый год у отрока Даниила произошёл паралич правой руки и ног, а также дизартрия, нарушение речи. После того, как были использованы всевозможные средства, не давшие эффекта, отец положил больного сына в алтаре перед образом Богоматери  со словами: «Матір Божа, зціли сина мого, якщо він одужає, то я віддам його Тобі на службу» (Матерь Божия, исцели сына моего, если он выздоровеет, я отдам его Тебе на службу). Затем губой, которой отирается Чаша после потребления Святых даров, отёр лик Богоматери, а после — лицо и голову своего сына. И — о неизреченное Владычицы милосердие — вечером того же дня отрок стал совершенно здоровым. Первыми его словами после исцеления были: «тато, мама, дайтэ пыты» (папа, мама дайте пить).
С 1841 по 1848 год обучался в Каменец-Подольской духовной семинарии.
17 декабря 1848 года пострижен в монашество с именем Модест в Каменец-Подольском Свято-Троицком монастыре.
30 января 1849 года рукоположен в иеродиакона, а 2 февраля в иеромонаха.
Был учителем певчих архиерейского и семинарского хоров и проповедником в тюремном замке.
С 1849 по 1853 год обучался в Киевской духовной академии, окончил полный курс наук с причислением к первому разряду воспитанников академии.
24 мая 1854 года определением Святейшего Синода назначен смотрителем Слуцкого духовного училища и 24 июля зачислен в число братии Слуцкого Свято-Троицкого монастыря. В апреле 1855 года определен учителем Слуцкого духовного училища.
25 декабря 1856 года возведён в сан игумена, назначен членом Слуцкого Свято-Троицкого монастыря и надзирателем за церковью и монашествующими.
31 марта 1859 года определением Святейшего Синода присвоена ему степень магистра.
15 ноября 1858 года переведён ректором и учителем в Киево-Подольское духовное училище.
14 декабря 1860 года назначен инспектором и профессором в Минскую духовную семинарию.
3 апреля 1862 года возведён в сан архимандрита.
В 1863 году по ходатайству митрополита Литовского Иосифа (Семашко) определён Святейшим Синодом на должность инспектора и профессора Литовской духовной семинарии. В 1863—1865 годах — библиотекарь Литовской семинарии.
В 1865—1866 годах состоял членом Свято-Духовского братства.
12 октября 1866 года перемещён инспектором и профессором в Черниговскую духовную семинарию.
11 сентября 1868 года архимандрит Модест назначен ректором Иркутской духовной семинарии.
25 декабря 1875 года избран действительным членом Церковно-археологического общества при Киевской духовной академии. (с 1877 года — почётный член)
10 апреля 1877 года хиротонисан в Свято-Троицкой Александро-Невской Лавре в епископа Екатеринбургского, викария Пермской епархии.
9 декабря 1878 года епископу Модесту Высочайше повелено быть викарием Холмско-Варшавской епархии.
С 27 июля по 27 августа 1880 года временно управлял Варшавской епархией, в отсутствие архиепископа Леонтия (Лебединского).
7 июня 1885 года Высочайше утверждён епископом Нижегородским и Арзамасским.
В 1886 году избран почётным членом Православного Палестинского общества.
4 октября 1889 года избран почётным членом Нижегородского общества вспоможения бедным.
С 25 ноября 1889 года — епископ Волынский и Житомирский, настоятель Почаевской Успенской Лавры.
В 1892 году избран почётным членом Волынского управления Красного Креста.
15 мая 1892 года по Высочайшему повелению был возведён в сан архиепископа.
2 февраля 1901 года Модест Стрельбицкий, как глава «Волынского церковно-археологического товарищества» за вклад в развитие истории Украины-Руси (работа «Виїмки з жерел до iсторії України-Руси до половини XI віка»), награждает украинского историка Михаила Грушевского специальным дипломом «Волынского церковно-археологического общества» и принимают его в почётные члены данного общества.
Незадолго, перед смертью составил прошение к Ведомство православного исповедания, в котором завещал похоронить себя в Киево-Печерской лавре.Данное прошение было проигнорировано обер-прокурором и его ведомством.
Скончался в светлый праздник Воскресенья Господнего 13 апреля 1902 года и погребён под сводами Спасо-Преображенского кафедрального собора Житомира, под алтарём устроенной его преемником епископом Антонием (Храповицким) Анастасиевской церкви.  Мощи - честную главу- святой Анастасии Римской архиепископу Модесту передал в дар Антиохийский патриарх Иерофей. Перед смертью Модест завещал святыню житомирскому кафедральному собору. К чудотворным мощам приезжали паломники из разных уголков империи.
На месте погребения архиепископа Модеста в советское время были склады. В 1993 года место погребения архиепископа Модеста и его предшественников Агафангела (Соловьёва) и Тихона (Покровского) найдено и восстановлено.

## Награды
Высочайше пожалован императором Всероссийским Николаем II — «Наперсный Крест», «Крест на Владимирской ленте», «Крест Палестинского общества», знак «Холмского Православного Свято-Богородицкого Братства», знак «Красного Креста», Александровская медаль, орден Святой Анны І ст. с звездой, орден Святого Владимира ІІ ст. с звездой, орден Святого Александра Невского с звездой.

## Сочинения
- «О Слуцких князьях».
- «Григорий Палама, митрополит Солунский, поборник православного учения о фаворском свете и о действиях Божиих». Киев, 1860.
- «Краткие сказания о жизни и подвигах преп. отец дальних пещер Киево-Печерской Лавры». Киев, 1885.
- «О древнейшем существовании православия и русской народности в Галиции, губерниях Люблинской, Седлецкой и других местностях Привислинского края». Варшава, в типографии Варшавскаго учебнаго округа, 1881.
- «Киев — о древнейшем существовании православия».
- «О русской народности в Галиции».
- «О Седлецкой местности».
- «О православии в Люблинской губернии».
- «О Привислинском крае».
- «О церковном Октоихе». Киев, 1885, изд. 3.
- «О проповедничестве св. Иннокентия, 1-го Иркутского епископа и чудотворца, с присовокуплением поучений и слов, известных с именем св. Иннокентия». Иркутск, 1873.
- «Жизнь св. Иннокентия, первого Иркутского епископа и чудотворца», Сибирь, 1879, изд. 2-е.
- «Слова, воззвания, поучения и речи». Одесса, 1893.
- «Биография в форме дневника». «Волын. Еп. Вед.» 1899—1902.
- «О Церковной истории Минской епархии». 1860—1863.
- «О церковной истории Литовской епархии». 1863—1866.
- «О церковной истории Черниговской епархии». 1866—1867.
- «О церковной истории Иркутской епархии». 1868—1877.
- «Иркутские Епархиальные Ведомости». 1871—1878.
- «О церковной истории Екатеринбургской губернии». 1877—1878.
- «О церковной истории Пермской губернии». 1877—1878.
- «О церковной истории Люблинской губернии». 1878—1885.
- «О церковной истории Холмско-Варшавской губернии». 1878—1885.
- «О Холмской епархии». 1878—1885.
- «О церковной истории Нижегородской губернии». 1885—1889.
- «О церковной истории Волынской губернии». 1889—1892.
- «Слово, сказанное после совершения литургии в кафедральном соборе 8 июня 1889 года в день 50-летнего юбилея воссоединения униатов с Православной Церковью». "Приб. к «ЦВ» 1889, № 26, с. 743.
- «Слово, сказанное 25 декабря 1889 года в первое служение в кафедральном соборе по вступлении на Волынскую кафедру». "Приб. к «ЦВ» 1890, № 5, с. 135.

## Воспоминания о Преосвященном Модесте
Известный украинский церковный историк, специалист в области церковной археологии Н. И. Петров написал в своей монографии об Преосвященном Модесте:

Это был человек с необычайными умственными дарованиями, но страстный любитель и собиратель старины. Пока он был на службе в великоросских епархиях, например, Екатеринбургской и Иркутской, то всю свою археологическую добычу направлял в наш (Киевский) Церковно-археологический Музей. В Иркутской семинарской библиотеке он отыскал несколько рукописей XVII и XVIII веков, имеющих непосредственное отношение к Киевской Академии, и сообщил о них нашему Обществу интересные сведения. В иркутском Посольском монастыре он отыскал шитую золотом архиерейскую палицу, будто бы пожалованную Петром I святителю Иннокентию Кульчицкому при назначении его начальником в Пекинскую миссию, и прислал её в дар нашему (Киевскому) Церковно-археологическому Музею.

Если же Преосвященный Модест вступал в управление какою-нибудь украинскою епархиею, то заводил в известной епархии свой местный церковно-археологический музей и уже не только не посылал своих пожертвований в Киев, на иногда пытался даже взять из Киева прежде пожертвованные нашему церковно-археологическому Музею. Таковы украинские епархии — Холмская викариатская и Волынско-Житомирская. На Холмскую кафедру он поступил с титулом Люблинского епископа около 1879 г. и тотчас же основал здесь, при Холмском Свято-Богородицком братстве, церковно-археологический музей.

Все рукописи (найденные Преподобным Модестом) были исключительно богослужебного характера, и только в одной из них, отнесённой мною к XV в., нашлась рукопись «Аристотелевы врата» — один из памятников древнерусской отреченной литературы. По моему указанию этот памятник издан академиком, профессором А. И. Соболевским.

Другой епархиальный музей Преосвященный Модест основал в Житомире, куда он переведен из Нижнего Новгорода на Волынскую кафедру в 1889 г. По печатным сведениям, этот музей довольно содержателен. Я не был в нём лично, но видел некоторые его предметы на археологической выставке в Киеве при археологическом съезде 1899 г. Из них мне особенно припоминаются древние деревянные резные напрестольные кресты, имеющие, по моему мнению, весьма важное значение в развитии украинского церковного искусства резьбы в XV—XVII вв. Древнейший из них имеет внизу надпись с именем какого-то митрополита Феоктиста, вероятно, митрополита Сочавского, скончавшегося в 1477 г. Этот крест, каким-то образом попавший в Южную Русь, должен был произвесть соответствующее подражание в украинском стиле. К таким подражаниям можно отнести в Житомирском музее крест, вырезанный в Гадяцком монастыре иеромонахом Софронием Ходоковским в 1651 г.

В одно из посещений Житомира Киевским генерал-губернатором гр. Игнатьевым, Преосвященный Модест устроил для него церковный маскарад (прости, Господи!), нарядившись в старые, потасканные ризы Житомирского музея, и совершил в них, с сослужащими ему лицами, торжественное богослужение

## Публикации
- Св. Григорий Палама, митр. Солунский, поборник православного учения о фаворском свете и о действиях Божиих. — К., 1860;
- Краткие сказания о жизни и подвигах святых отцев дальних пещер Киево-Печерской лавры. — К., 1862;
- Крестный ход в Вильне на р. Вилию 6 янв. 1863 г. // Литовские ЕВ. 1863. Ч. неофиц. № 1. — С. 15-21;
- О церковном октоихе. Вильна, 1865; Богородичные догматики // Черниговские епархиальные известия. 1867. Ч. неофиц. № 1. — С. 1-7;
- Троичные каноны // Там же. № 5. С. 179—190; Степенные антифоны Октоиха // Черниговские епархиальные известия. № 21. — С. 671—690;
- Супрасльский Благовещенский мон-рь. Вильна, 1867; Адрес от Иркутской Семинарии // 50-летний юбилей КДА, 28-го сент. 1869 г. — К., 1869. — С. 296—300;
- О проповедничестве св. Иннокентия, 1-го иркутского епископа и чудотворца, с присовокуплением поучений и слов, известных с именем св. Иннокентия. — Иркутск, 1873;
- Краткие сведения об Иркутской духовной семинарии. — Иркутск, 1873. — С. 1-20;
- Григорий Палама, свт. Отрывки из 2-х обличительных слов о происхождении Св. Духа, против латинян: Пер. с греч. — Иркутск, 1876;
- Жизнь св. Иннокентия, 1-го Иркутского епископа и чудотворца. — Пермь, 1878;
- О древнейшем существовании православия и рус. народности в Галиции, губерниях Люблинской, Седлецкой и др. местностях Привислинского края. Варшава, 1881—1883. Вып. 1-2;
- Холмская православная епархия. — Варшава, 1886;
- Сведения о состоянии Церковно-археол. музея при Холмском правосл. Свято-Богородицком братстве по окт. 1882 г. // Холмско-Варшавский епарх. вестн. 1882. — № 22. — С. 383—387;
- Слова, воззвания, поучения и речи // Волынские епархиальные ведомости. 1894. Ч. неофиц. — № 11/12. — С. 325—327;
- Слова, воззвания, поучения и речи. — Од., 1893—1903. — 2 т.